# Centro Cultural Terrassa
El Centro Cultural Terrassa, antiguo Centro Cultural de la Caixa de Terrassa, es un edificio del barrio del centro de Tarrasa incluido en el Inventario del Patrimonio Arquitectónico de Cataluña.

## Descripción

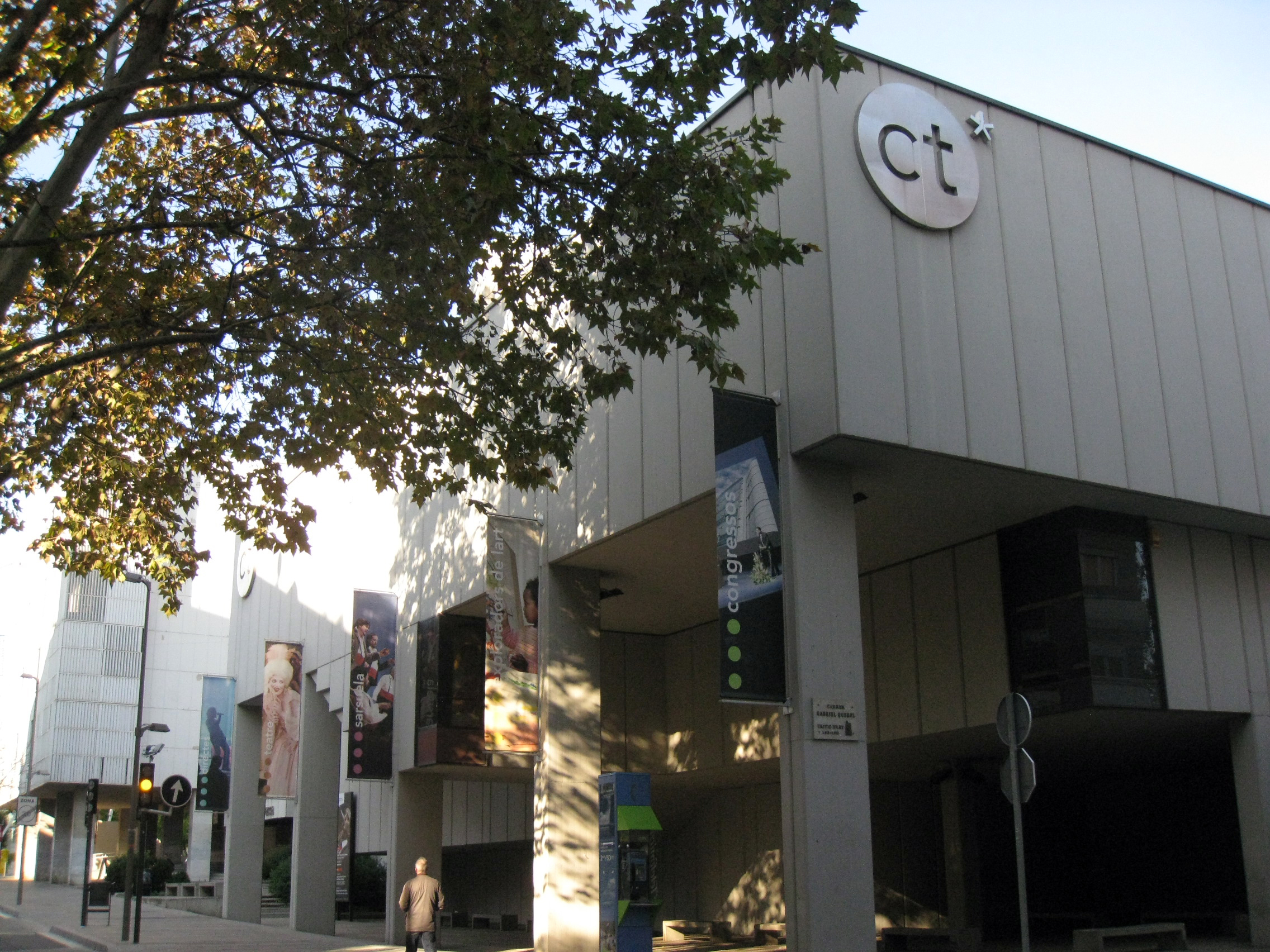
Detalle de la fachada

Está situado junto a la antigua fábrica Aymerich i Amat, en la Rambla de Ègara. Es un edificio de planta irregular, formado por varios cuerpos de hormigón, con cubiertas planas y tragaluces que imitan el coronamiento en forma de diente de sierra característico de las construcciones fabriles de la zona.En la parte posterior se encuentra el auditorio, de grandes dimensiones y planta cuadrangular, más elevado, con la parte superior metálica y de volúmenes geométricos. Al lado izquierdo del conjunto hay un edificio de estructura cúbica, con fachada metálica y de vidrio.

## Historia
El edificio del Centro Cultural, promovido por la Caixa de Ahorros de Terrassa, con el objetivo de dinamizar la actividad cultural de la ciudad, fue erigido en la conmemoración del centenario de la fundación de esta entidad, y se inauguró el 25 de octubre del 1980. Los arquitectos que participaron en la obra fueron Josep Soteras, Francesc Caballero, Antoni Bergnes, Joan Baca y Reixach y Joan Baca y Pericot.
A partir de 1991 la gestión del centro formó parte de la Fundación Cultural Privada Caja Terrassa. A raíz de la desaparición de la caja, primero dentro del grupo Unnim Banc y posteriormente absorbida por el Banco Bilbao Vizcaya Argentaria, el centro cultural se publicita actualmente con el nombre de «Centro Cultural Terrassa».
Desde 2015, en el vestíbulo superior se exhiben de manera permanente los cuatro murales que Joaquín Torres García pintó para la sala del tragaluz de su casa de Mon Repòs, adquiridas en 1993 por la Caixa Terrassa para preservar la integridad y retiradas del edificio cuando este se encontraba en proceso de restauración. Están instalados en una estructura metálica de forma que presentan la misma disposición que en su estado original.

## Galería de imágenes

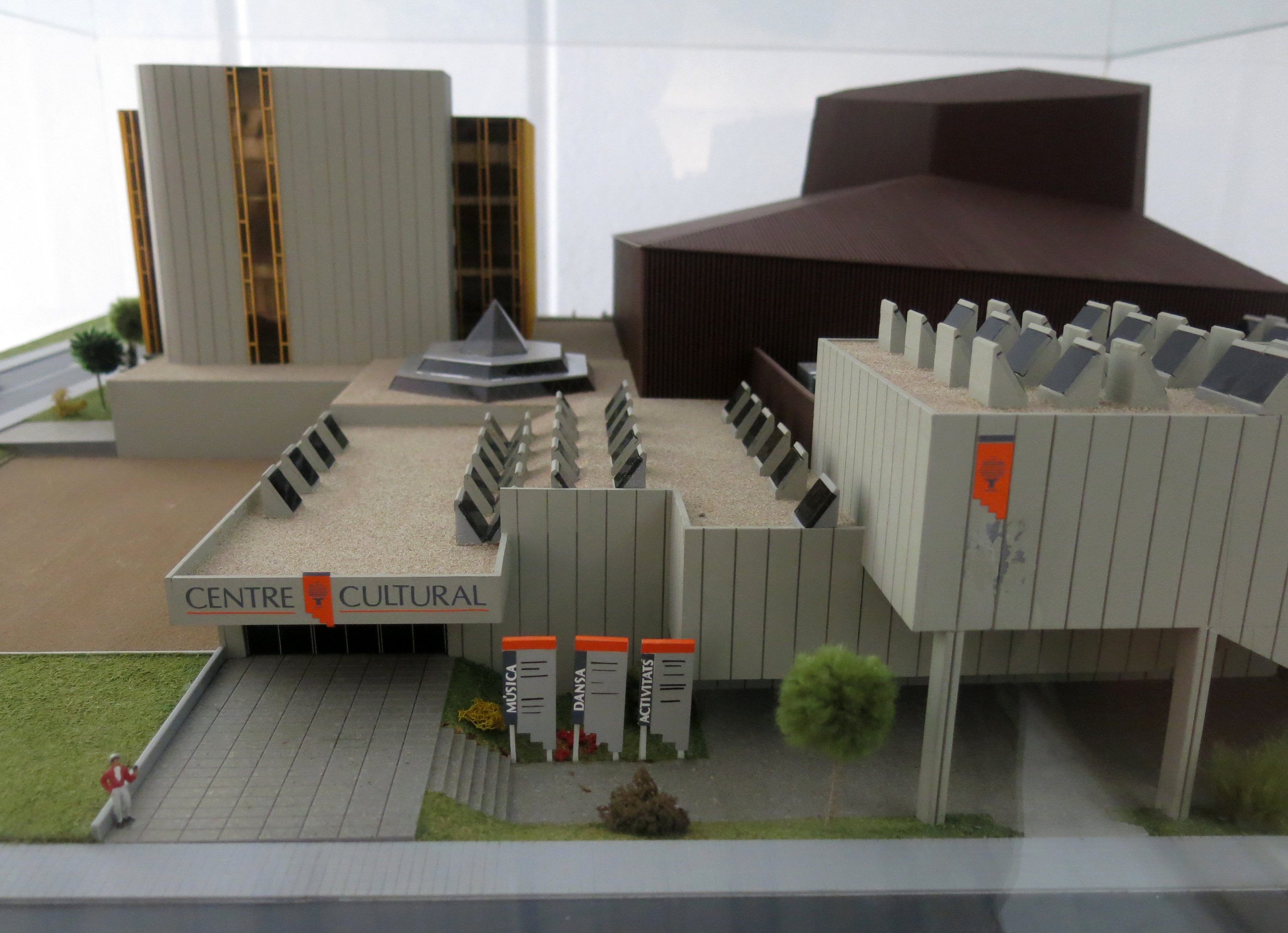
Maqueta del edificio, con la cúpula del auditorio en el fondo.
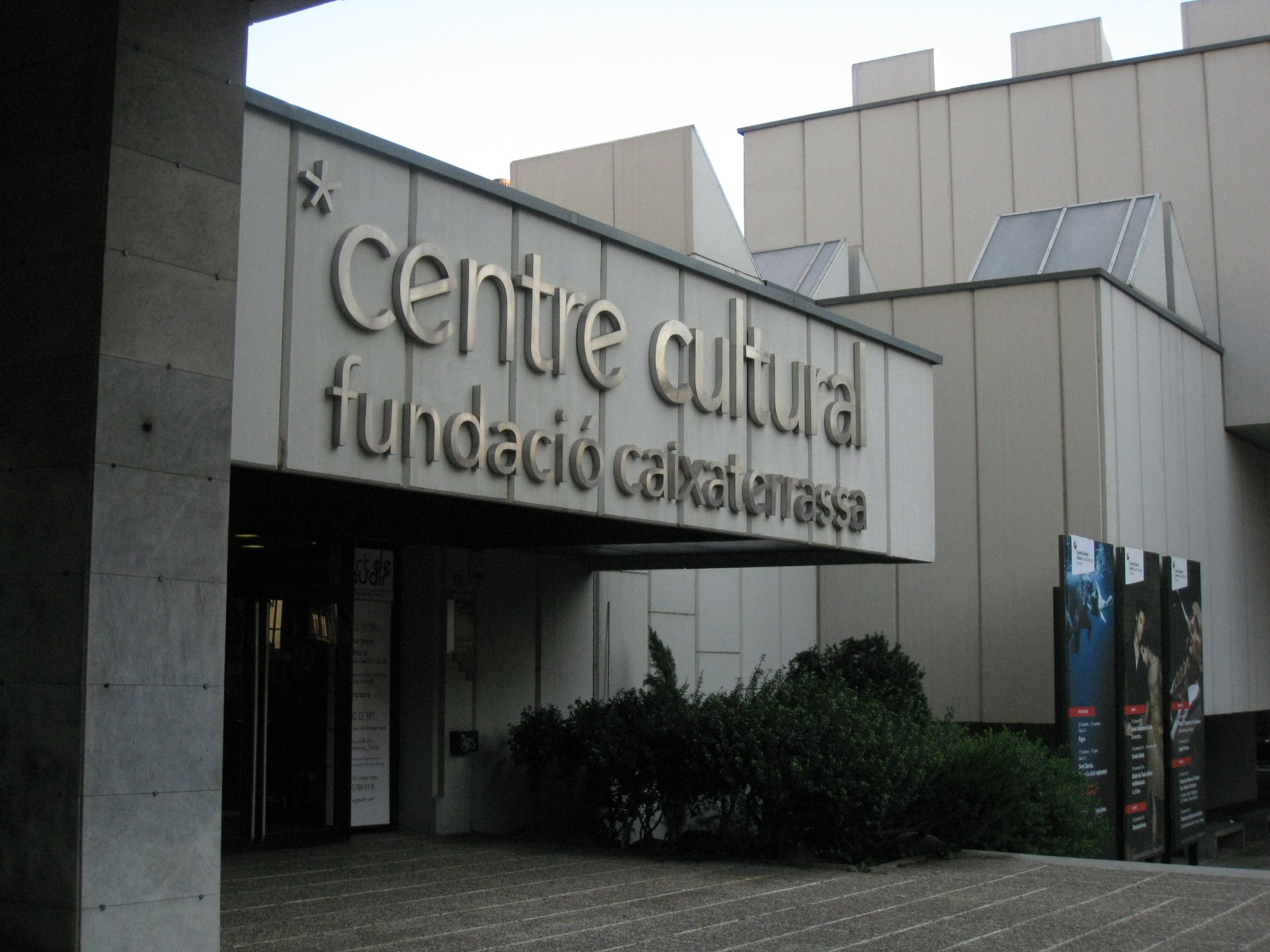
Nombre que presentaba el Centro Cultural durante la etapa fundacional.
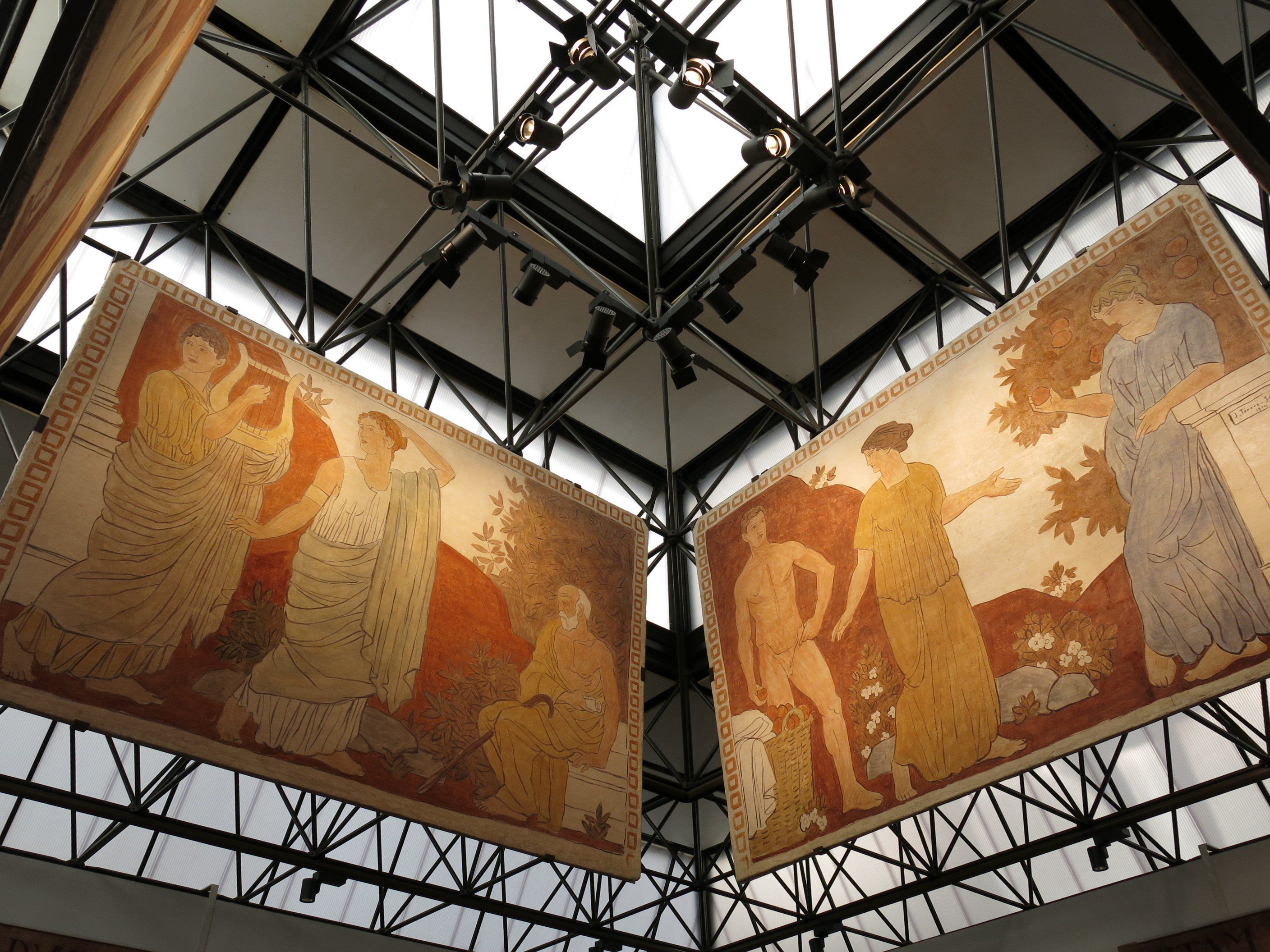
Murales de Joaquín Torres García para su residencia de Mon Repòs, expuestos en el vestíbulo superior.
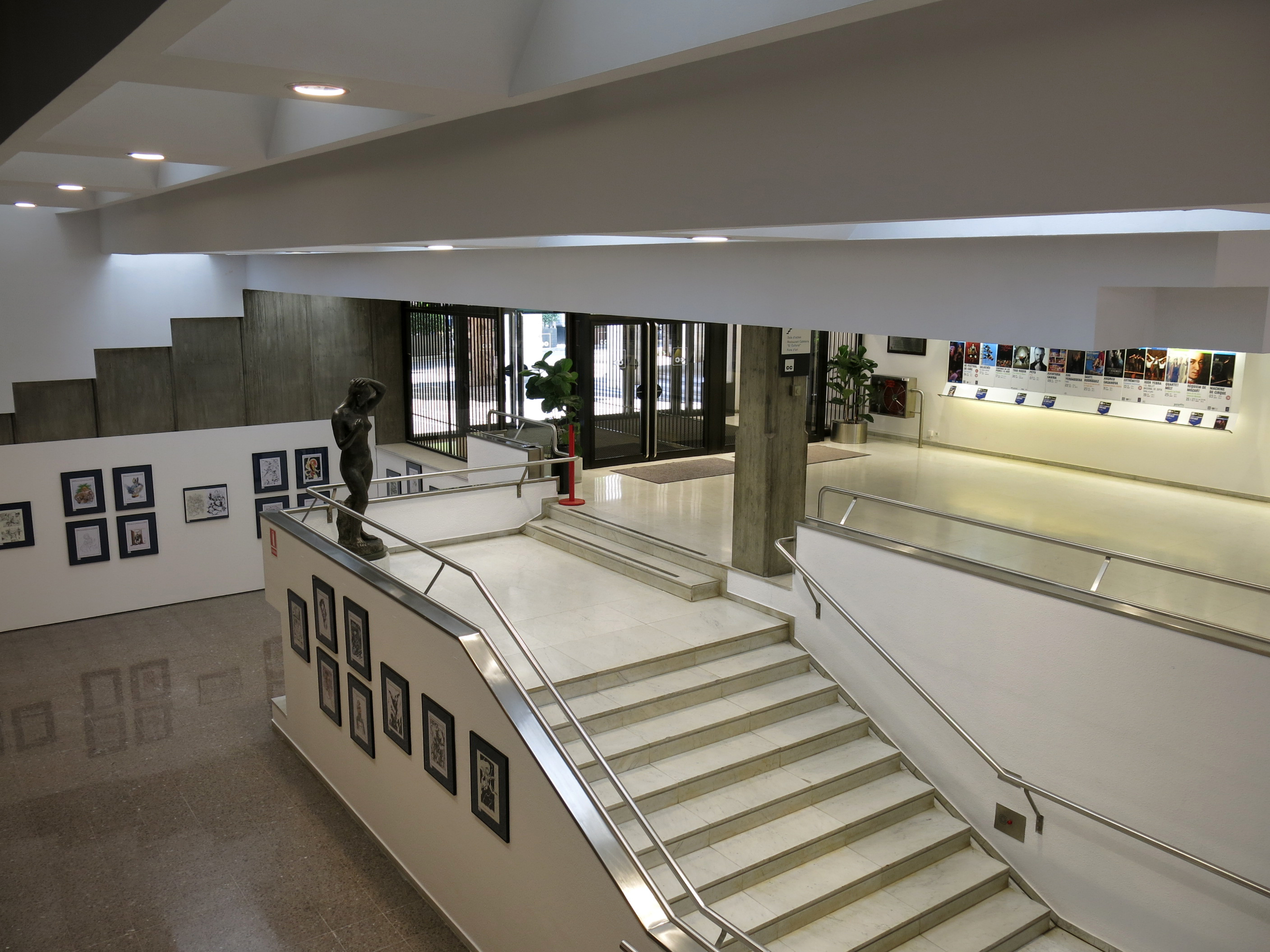
Detalle del vestíbulo de entrada y de una de las salas de exposición.